# Isopogon sphaerocephalus
Isopogon sphaerocephalus  (лат.) — вид растений рода Изопогон семейства Протейные, эндемичный для юго-западной Австралии.

## Ботаническое описание
Isopogon sphaerocephalus — прямостоящий кустарник высотой от 0,5 до 1,5 (2,0) м.
Жёлтые или кремовые цветки появляются с июля по декабрь или январь. Растёт на латеритах, песчаниках, а также каменистых почвах.
Вид был описан Джоном Линдли в 1840 году.